# Zwartoorbaardvogel
De zwartoorbaardvogel (Psilopogon duvaucelii synoniem: Megalaima australis duvaucelii) is een baardvogel die voorkomt in een Maleisië en Indonesië. Deze vogel is genoemd naar de Franse natuuronderzoeker Alfred Duvaucel (1796-1824).

## Beschrijving
De zwartoorbaardvogel is 16 tot 7 cm lang. Hij is -net als de andere Aziatische baardvogels- overwegend groen gekleurd. Hij heeft een forse, donker gekleurde snavel met borstels aan de basis van de snavel. Deze baardvogel kan verward worden met de iets grotere blauwkeelbaardvogel (P. asiaticus) omdat ze allebei een blauwe keel hebben. Deze baardvogel heeft echter geen rood, maar zwart op de kruin, overgaand in blauw en daarna groen. Deze baardvogel lijkt ook zeer sterk op de blauwoorbaardvogel (P. cyanotis) die eerder als meer westelijk in Azië voorkomende ondersoort werd beschouwd. Zoals de naam al aangeeft heeft deze soort een zwarte vlek achter het oor. Er is een klein verschil tussen het mannetje en het vrouwtje, het mannetje heeft meer zwart op de kop, vooral rond het oog, het vrouwtje meer rood. De blauwe keel wordt met een zwarte band afgegrensd van de verder groene borst. Bij het mannetje is deze zwarte band breder dan bij het vrouwtje.

## Verspreiding en leefgebied
De zwartoorbaardvogel komt voor op het schiereiland Malakka, Sumatra, Borneo en Java. Het is een standvogel van verschillende typen bos en ook agrarisch cultuurlandschap. Op Borneo is het de zustersoort van de zwartkeelbaardvogel (P. eximus) die hoger in bergbossen voorkomt. Buiten Borneo kan de blauwoorbaardvogel voorkomen in bergbossen tot op 1500 m boven de zeespiegel.
De soort telt drie ondersoorten:
- P. d. duvaucelii: westelijk Maleisië, Sumatra, Borneo en Banka.
- P. d. gigantorhinus: Nias (nabij noordwestelijk Sumatra).
- P. d. tanamassae: Batu (nabij westelijk Sumatra).

## Status
De zwartoorbaardvogel heeft een enorm groot verspreidingsgebied en daardoor alleen al is de kans op uitsterven uiterst gering. De grootte van de populatie is niet gekwantificeerd. Men veronderstelt dat de soort door ontbossing in aantal achteruit gaat, maar het tempo van achteruitgang is onder de norm voor een verontrustende Rode Lijstvermelding. Om deze redenen staat deze baardvogel als niet bedreigd op de Rode Lijst van de IUCN.